# 1730
Il 1730 (MDCCXXX in numeri romani) è un anno  del XVIII secolo.

## Eventi
- 7 gennaio – A  Siena, la Balìa promulga il Bando di Violante Beatrice di Baviera, che stabilisce in maniera definitiva i confini fra le Contrade in cui è suddivisa la città toscana.
- 7 luglio – Muore il pirata Olivier Levasseur. Secondo la leggenda muore dopo aver presumibilmente nascosto uno dei più grandi tesori nella storia dei pirati, stimato in oltre 1 miliardo di sterline, e lasciando dietro di sé un misterioso crittogramma con la sua ubicazione che rimane tutt'oggi irrisolto.
- 14 agosto – Furto delle Sacre Particole nella Basilica di San Francesco a Siena.
- 1º settembre – Dopo un lungo periodo di sciami sismici comincia l'eruzione del vulcano Timanfaya sull'isola di Lanzarote (arcipelago delle Canarie). In sei anni l'isola cambierà per sempre l'aspetto avuto fino ad allora.
- 19 dicembre – Federico II di Prussia comincia, dopo la condanna a morte dell'amico Katte voluta dal padre, una nuova vita a Kustrin.
- Abraham de Moivre pubblica Miscellanea Analytica, dove appare l'approssimazione di Stirling antelitteram.
- La Rivoluzione Industriale inizia in Inghilterra.
- Eruzione effusiva del Vesuvio.

## Nati

### Gennaio
- 1º gennaio - Archibald Bulloch, politico, patriota e rivoluzionario statunitense († 1777)
- 3 gennaio - Charles Palissot de Montenoy, drammaturgo e editore francese († 1814)
- 5 gennaio - Joseph-Aignan Sigaud de Lafond, fisico francese († 1810)
- 10 gennaio - Cesare Alberico Lucini, arcivescovo cattolico italiano († 1768)
- 14 gennaio - William Whipple, militare e politico statunitense († 1785)
- 15 gennaio - Louis Dutens, scrittore, traduttore e filologo francese († 1812)
- 15 gennaio - Mauro Antonio Tesi, pittore, incisore e architetto italiano († 1766)
- 16 gennaio - Ambrogio Mirelli, arcivescovo cattolico italiano († 1795)
- 22 gennaio - Agostino Gervasio, teologo e arcivescovo cattolico italiano († 1806)
- 23 gennaio - François Marie d'Aboville, generale e nobile francese († 1817)
- 23 gennaio - Joseph Hewes, politico statunitense († 1779)
- 27 gennaio - Jean-Martin Moyë, presbitero francese († 1793)

### Febbraio
- 6 febbraio - Januarius Zick, pittore e architetto tedesco († 1797)
- 8 febbraio - Gaetano Barba, architetto e ingegnere italiano († 1806)
- 17 febbraio - Gian Giuseppe Barzellini, matematico e astronomo italiano († 1809)
- 22 febbraio - William Franklin, militare e politico britannico († 1813)
- 22 febbraio - Giovanni Ottavio Manciforte Sperelli, cardinale italiano († 1781)
- 22 febbraio - Domenico Merlini, architetto italiano († 1797)
- 23 febbraio - Christian Joseph Lidarti, musicista austriaco († 1795)
- 23 febbraio - Giulio Giuseppe Mozzi, matematico, politico e poeta italiano († 1813)
- 26 febbraio - Johann Peter Wagner, scultore tedesco († 1809)
- 27 febbraio - Charles-Axel Guillaumot, architetto francese († 1807)

### Marzo
- 2 marzo - Le Blanc de Guillet, drammaturgo e giornalista francese († 1799)
- 7 marzo - Louis Auguste Le Tonnelier de Breteuil, diplomatico e politico francese († 1807)
- 11 marzo - Otto Friedrich Müller, naturalista danese († 1784)
- 18 marzo - Dar'ja Aleksandrovna Rumjanceva, nobildonna russa († 1809)
- 19 marzo - Pierre-Philippe Choffard, disegnatore e incisore francese († 1809)
- 19 marzo - José Clavijo y Fajardo, giornalista spagnolo († 1806)
- 19 marzo - Maria Felicita di Savoia, principessa († 1801)
- 20 marzo - Dar'ja Nikolaevna Saltykova, serial killer russa († 1801)
- 22 marzo - Charles-Louis Loys de Cheseaux, storico svizzero († 1789)
- 25 marzo - Antonio Turra, botanico e medico italiano († 1796)
- 29 marzo - Michele Vecchio, pittore italiano († 1799)
- 31 marzo - Étienne Bézout, matematico francese († 1783)

### Aprile
- 1º aprile - Salomon Gessner, poeta e pittore svizzero († 1788)
- 5 aprile - Jean Baptiste Louis Georges Seroux d'Agincourt, storico dell'arte francese († 1814)
- 15 aprile - Felice Fontana, fisico, anatomista e biologo italiano († 1805)
- 15 aprile - Moses Harris, entomologo e incisore inglese († 1788)
- 16 aprile - Antonio Belglava, vescovo italiano († 1790)
- 16 aprile - Henry Clinton, generale britannico († 1795)
- 16 aprile - Agostino Ripa di Meana, nobile italiano († 1785)
- 20 aprile - Athanase Louis Marie de Loménie, politico e nobile francese († 1794)
- 24 aprile - Nicolas Baudeau, teologo, economista e giornalista francese († 1792)
- 25 aprile - Fedele Fenaroli, compositore italiano († 1818)
- 26 aprile - John Moore, arcivescovo anglicano inglese († 1805)

### Maggio
- 1º maggio - Vittorio Amedeo Didier, letterato italiano († 1808)
- 2 maggio - Sigismund Anton von Hohenwart, arcivescovo cattolico austriaco († 1820)
- 13 maggio - Charles Watson-Wentworth, II marchese di Rockingham, politico britannico († 1782)
- 15 maggio - Melchiorre Cesarotti, scrittore, traduttore e linguista italiano († 1808)
- 19 maggio - Matteo Biffi Tolomei, economista e politico italiano († 1808)
- 19 maggio - Venanzio Lupacchini, medico e letterato italiano († 1775)
- 23 maggio - Augusto Ferdinando di Prussia, principe e generale prussiano († 1813)
- 23 maggio - Pál László Esterházy, vescovo cattolico ungherese († 1799)
- 26 maggio - Pieter Boddaert, fisico e naturalista olandese († 1795)

### Giugno
- 7 giugno - Georg von Pasterwitz, musicista e insegnante austriaco († 1803)
- 9 giugno - Onofrio Maria Gennari, vescovo cattolico italiano († 1804)
- 14 giugno - Antonio Sacchini, compositore italiano († 1786)
- 20 giugno - Teodoro de Croix, militare e funzionario spagnolo († 1792)
- 21 giugno - Motoori Norinaga, scrittore giapponese († 1801)
- 26 giugno - Charles Messier, astronomo francese († 1817)
- 28 giugno - Ivan Petrovič Saltykov, generale russo († 1805)
- 29 giugno - Antonia Barbiano di Belgiojoso, scrittrice e mecenate italiana († 1773)

### Luglio
- 1º luglio - Izabella Poniatowska, nobildonna polacca († 1808)
- 1º luglio - Pëtr Stepanovič Protasov, politico e ufficiale russo († 1794)
- 6 luglio - Peter Jonas Bergius, botanico svedese († 1790)
- 12 luglio - Giuseppe Maria Doria, doge († 1816)
- 12 luglio - Anna Barbara Reinhart, matematica svizzera († 1796)
- 12 luglio - Josiah Wedgwood, ceramista inglese († 1795)
- 15 luglio - Nicola Colonna di Stigliano, cardinale italiano († 1796)
- 31 luglio - Charles-Antoine Bridan, scultore francese († 1805)

### Agosto
- 1º agosto - Frederick Hervey, IV conte di Bristol, vescovo anglicano e nobile britannico († 1803)
- 3 agosto - Pietro Stefano Speranza, vescovo cattolico italiano († 1802)
- 3 agosto - Sadāśivarāva Bhāū,  indiano († 1761)
- 11 agosto - Carlotta Amalia d'Assia-Philippsthal, duchessa († 1799)
- 11 agosto - Charles Bossut, gesuita e matematico francese († 1814)
- 15 agosto - Carlo Giorgio Lebrecht di Anhalt-Köthen, principe († 1789)
- 20 agosto - Paul Henri Mallet, storico svizzero († 1807)
- 23 agosto - James Hamilton, II conte di Clanbrassil, militare britannico († 1798)
- 23 agosto - Abel Seyler, banchiere, attore teatrale e regista teatrale svizzero († 1800)
- 24 agosto - Thomas Harley, politico britannico († 1804)
- 25 agosto - Francesco Saverio di Sassonia, principe tedesco († 1806)
- 27 agosto - Johann Georg Hamann, filosofo prussiano († 1788)
- 29 agosto - Aleijadinho, scultore, intagliatore e architetto brasiliano († 1814)

### Settembre
- 12 settembre - Aleksander Michał Sapieha, nobile e politico polacco († 1793)
- 13 settembre - Ottone Calderari, architetto italiano († 1803)
- 14 settembre - Marcantonio IV Borghese, nobile e politico italiano († 1800)
- 16 settembre - Franz Ludwig von Erthal, vescovo cattolico tedesco († 1795)
- 17 settembre - Friedrich Wilhelm von Steuben, generale prussiano († 1794)
- 19 settembre - Augustin Pajou, scultore francese († 1809)
- 20 settembre - Carlo Borromeo del Liechtenstein, generale austriaco († 1789)
- 23 settembre - Faizullah Khan Bahadur, principe indiano († 1793)
- 27 settembre - Francesco Camillo VII Massimo, nobile e diplomatico italiano († 1801)
- 28 settembre - Francesco Vanni, vescovo cattolico italiano († 1803)

### Ottobre
- 8 ottobre - Eugenio di Sassonia-Hildburghausen, principe e generale († 1795)
- 10 ottobre - Johann Hieronymus Chemnitz, presbitero e naturalista tedesco († 1800)
- 12 ottobre - Hannah Lightfoot, nobile britannica († 1759)
- 12 ottobre - Cayetano Pignatelli, generale e esploratore spagnolo

### Novembre
- 4 novembre - Giovanni Battista Casanova, pittore italiano († 1795)
- 5 novembre - Benjamin Duvivier, medaglista e disegnatore francese († 1819)
- 6 novembre - Leonardo Antonelli, cardinale e vescovo cattolico italiano († 1811)
- 9 novembre - Charles De Wailly, architetto francese († 1798)
- 10 novembre - Oliver Goldsmith, scrittore e drammaturgo irlandese († 1774)
- 10 novembre - Giovanni Bernardo Zucchinetti, compositore e organista italiano († 1801)
- 10 novembre - Pedro de Alcántara Fernández de Córdoba y Moncada, nobile spagnolo († 1789)
- 12 novembre - Caterina Gabrielli, soprano italiano († 1796)
- 19 novembre - Domenico Pignatelli di Belmonte, cardinale e arcivescovo cattolico italiano († 1803)
- 23 novembre - William Moultrie, militare e politico statunitense († 1805)
- 24 novembre - Henrik af Trolle, ammiraglio svedese († 1784)

### Dicembre
- 2 dicembre - Francisco Javier García Fajer, compositore spagnolo († 1809)
- 5 dicembre - José Nicolás de Azara, diplomatico, mecenate e collezionista d'arte spagnolo († 1804)
- 6 dicembre - Sophie von La Roche, letterata e romanziera tedesca († 1807)
- 8 dicembre - Johann Hedwig, botanico tedesco († 1799)
- 8 dicembre - Jan Ingenhousz, botanico olandese († 1799)
- 13 dicembre - William Hamilton, archeologo, diplomatico e antiquario britannico († 1803)
- 13 dicembre - Thomas Ludwell Lee, politico statunitense († 1778)
- 14 dicembre - James Bruce, esploratore britannico († 1794)
- 18 dicembre - Sophie d'Houdetot, nobildonna francese († 1813)
- 19 dicembre - Mademoiselle Montansier, attrice teatrale e impresaria teatrale francese († 1820)
- 20 dicembre - Eberhard I von Waldburg-Wurzach, principe tedesco († 1807)
- 25 dicembre - Filippo Mazzei, medico, filosofo e saggista italiano († 1816)

### Senza giorno specificato
- Mahadaji Sindhia, politico indiano († 1794)
- Domenico Alfeno Vario, presbitero e giurista italiano († 1793)
- Gennaro Boltri, pittore e miniaturista italiano († 1788)
- Carlo Bonavia, pittore italiano
- Antonio Capellani, incisore italiano
- Jean-Baptiste Philibert Cardonne, musicista francese
- Martin Carlin, ebanista francese († 1785)
- Ignazio Celoniati, compositore e violinista italiano († 1784)
- Pierre Chenu, incisore francese († 1795)
- Smith Child, ammiraglio britannico († 1813)
- Vittorio Amedeo Cignaroli, pittore italiano († 1800)
- Peter Dollond, ottico inglese († 1820)
- William Douglas, IV baronetto, nobile e politico scozzese († 1783)
- Marianna Elmo, artista italiana
- Pasquale Errichelli, compositore italiano
- Pablo Esteve, drammaturgo spagnolo († 1794)
- Charles Claude Flahaut de La Billarderie, militare e politico francese († 1809)
- Alexander Garden, botanico e medico scozzese († 1791)
- Giuseppe Gay di Quarti, nobile italiano († 1787)
- Carlo Girelli, religioso e poeta italiano († 1816)
- Leontzi Honauer, compositore tedesco († 1790)
- William Hudson, botanico e farmacista britannico († 1793)
- Vasilij Alekseevič Kar, generale russo († 1806)
- Kawamata Tsunemasa, pittore giapponese († 1801)
- Robert Kingsmill, ammiraglio e politico britannico († 1805)
- Franciszek Ksawery Branicki, generale e avventuriero polacco († 1819)
- Henry Lee II, militare statunitense († 1787)
- Charlotte Lennox, scrittrice e poetessa inglese († 1804)
- Antonio Liozzi, pittore italiano († 1807)
- John Martin, politico statunitense († 1786)
- Antonio Matani, scienziato e filosofo italiano († 1779)
- Giacomo Merchi, chitarrista italiano († 1789)
- Gaetano Mercurio, pittore italiano († 1790)
- Giacomo Monaldi, scultore italiano († 1799)
- Marianna Monti, soprano italiano († 1814)
- John Murray, IV conte di Dunmore, nobile e politico scozzese († 1809)
- Michał Ogiński, politico, generale e compositore polacco († 1800)
- John Oswald, filosofo, attivista e poeta scozzese († 1793)
- Alerame Maria Pallavicini, doge († 1805)
- María Antonia de Paz y Figueroa, religiosa argentina († 1799)
- Giuseppe Pellandi, attore teatrale italiano († 1804)
- Marie-Joseph Peyre, architetto francese († 1785)
- George Ramsay, VIII conte di Dalhousie, nobile e politico inglese († 1787)
- Ivan Andreevič Rejnsdorp, militare danese († 1782)
- Stefano Salterio, scultore italiano († 1806)
- Kondratij Selivanov, religioso russo († 1832)
- Shahrokh di Persia, sovrano persiano († 1796)
- Girolamo Starace-Franchis, pittore italiano († 1794)
- Leonardo Targa, medico italiano († 1815)
- Georg Friedrich Veldten, architetto tedesco († 1801)
- Jean-Baptiste Willermoz,  francese († 1824)
- Bartolomeo Zeni, pittore italiano († 1809)
- Koca Yusuf Pascià, politico e militare ottomano († 1800)
- Kiril Živković, vescovo ortodosso e scrittore bulgaro († 1807)

## Morti

### Gennaio
- 1º gennaio - Daniel Finch, VII conte di Winchilsea, politico inglese (n. 1647)
- 2 gennaio - David Colyear, I conte di Portmore, nobile e generale scozzese (n. 1656)
- 4 gennaio - Jean-Baptiste-Henri de Valincourt, letterato francese (n. 1653)
- 5 gennaio - Alessandro Maffei, generale italiano (n. 1662)
- 5 gennaio - Béat Louis de la Tour-Châtillon de Zurlauben, militare svizzero
- 7 gennaio - Árni Magnússon, letterato islandese (n. 1663)
- 18 gennaio - Antonio Vallisneri, medico, scienziato e naturalista italiano (n. 1661)
- 21 gennaio - Marco Ricci, pittore italiano (n. 1676)
- 26 gennaio - Gianfrancesco Barbarigo, cardinale e vescovo cattolico italiano (n. 1658)
- 29 gennaio - George Naylor, avvocato e politico inglese (n. 1670)
- 30 gennaio - Pietro II di Russia, sovrano russo (n. 1715)
- 31 gennaio - Willem Hendrik Nieupoort, giurista e storico olandese (n. 1670)

### Febbraio
- 12 febbraio - Luca Carlevarijs, pittore italiano (n. 1663)
- 14 febbraio - Marco Antonio Ansidei, cardinale e arcivescovo cattolico italiano (n. 1671)
- 19 febbraio - Agostino Pipia, cardinale e vescovo cattolico italiano (n. 1660)
- 21 febbraio - Papa Benedetto XIII, papa, vescovo cattolico e cardinale italiano (n. 1649)
- 28 febbraio - Benedetto Landriani, presbitero italiano (n. 1650)
- 28 febbraio - Michelangelo Tamburini, gesuita italiano (n. 1648)

### Marzo
- 10 marzo - Teresa Cunegonda Sobieska di Polonia, principessa polacca (n. 1676)
- 12 marzo - Diego Morcillo Rubio de Auñón, arcivescovo cattolico spagnolo (n. 1642)
- 14 marzo - Giuseppe Maria Positano, arcivescovo cattolico italiano (n. 1668)
- 17 marzo - Antonín Reichenauer, compositore e organista ceco (n. 1694)
- 19 marzo - Pietro Mellarède de Bettonet, politico e diplomatico italiano (n. 1659)
- 20 marzo - Adrienne Lecouvreur, attrice teatrale francese (n. 1692)
- 21 marzo - Carlo Pignatelli, vescovo cattolico italiano (n. 1659)
- 22 marzo - Benedetto Pamphilj, cardinale e librettista italiano (n. 1653)
- 23 marzo - Carlo I d'Assia-Kassel, nobile tedesco (n. 1654)

### Aprile
- 3 aprile - Henrietta FitzJames, nobile britannica (n. 1667)
- 4 aprile - Cristina Teresa di Löwenstein-Wertheim-Rochefort, contessa tedesca (n. 1665)
- 5 aprile - Antonio Domenico Wolkenstein, vescovo cattolico italiano (n. 1662)
- 8 aprile - Marie Morin, scrittrice, storica e monaca cristiana canadese (n. 1649)
- 10 aprile - Sébastien de Brossard, compositore, teorico musicale e musicologo francese (n. 1655)
- 10 aprile - Nicolas Chalon du Blé d'Uxelless, generale e diplomatico francese (n. 1652)
- 17 aprile - Emmanuel Théodose de La Tour d'Auvergne, duca di Bouillon, nobiluomo francese (n. 1668)
- 21 aprile - Jan Palfijn, anatomista e chirurgo fiammingo (n. 1650)
- 23 aprile - Bernardo Maria Conti, cardinale e vescovo cattolico italiano (n. 1664)

### Maggio
- 2 maggio - Faustino Giuseppe Griffoni, vescovo cattolico italiano (n. 1669)
- 27 maggio - Leonardo Vinci, compositore italiano
- 30 maggio - Arabella Churchill, inglese (n. 1648)

### Giugno
- 10 giugno - Gaetano Argento, giurista e magistrato italiano (n. 1661)
- 20 giugno - Gabriel de Grupello, scultore fiammingo (n. 1644)

### Luglio
- 7 luglio - Olivier Levasseur, pirata francese (n. 1689)
- 18 luglio - Andrea Corner, politico e diplomatico italiano (n. 1686)
- 18 luglio - François de Neufville de Villeroy, generale francese (n. 1644)
- 19 luglio - Jean-Baptiste Loeillet, compositore e musicista belga (n. 1680)

### Agosto
- 2 agosto - Michel Poncet de La Rivière, vescovo cattolico, predicatore e oratore francese (n. 1671)
- 2 agosto - Mattias Steuchius, arcivescovo luterano svedese (n. 1644)
- 12 agosto - Benedetta Enrichetta del Palatinato, duchessa francese (n. 1652)
- 31 agosto - Gottfried Finger, compositore ceco (n. 1655)

### Settembre
- 6 settembre - Innico Caracciolo, cardinale e vescovo cattolico italiano (n. 1642)
- 9 settembre - Charles FitzRoy, II duca di Cleveland, nobile inglese (n. 1662)
- 14 settembre - Sophia Elisabet Brenner, poetessa e letterata svedese (n. 1659)
- 30 settembre - Michel-Ange Houasse, pittore francese (n. 1680)

### Ottobre
- 1º ottobre - Giambattista Canneti, oratore, poeta e religioso italiano (n. 1659)
- 5 ottobre - Paolo Alboni, pittore italiano (n. 1665)
- 5 ottobre - Domenico Tanzella, presbitero italiano (n. 1650)
- 6 ottobre - Filippo Vasconi, architetto e incisore italiano (n. 1688)
- 8 ottobre - Carlo Ferdinando Lodron, presbitero italiano (n. 1663)
- 12 ottobre - Federico IV di Danimarca, re (n. 1671)
- 15 ottobre - Antoine Laumet de La Mothe, Signore di Cadillac, esploratore, militare e avventuriero francese (n. 1658)
- 15 ottobre - Jean-Baptiste Senaillé, violinista francese (n. 1687)
- 16 ottobre - Nevşehirli Damat İbrahim Pascià, nobile e politico ottomano (n. 1666)
- 20 ottobre - Carlo Collicola, cardinale italiano (n. 1682)
- 22 ottobre - Antonio Marchetti, medico e chirurgo italiano (n. 1640)
- 25 ottobre - Johann Michael Rottmayr, pittore austriaco (n. 1656)
- 31 ottobre - Antonio Cifrondi, pittore italiano (n. 1656)

### Novembre
- 1º novembre - Luigi Ferdinando Marsili, scienziato, militare e geologo italiano (n. 1658)
- 6 novembre - Hans Hermann von Katte, militare prussiano (n. 1704)
- 7 novembre - Giorgio Cattaneo, vescovo cattolico italiano (n. 1663)
- 10 novembre - Gregorio Lazzarini, pittore italiano (n. 1655)
- 12 novembre - Federica Elisabetta di Sassonia-Eisenach, principessa (n. 1669)
- 12 novembre - Juan de Cabrera, religioso, scrittore e teologo spagnolo (n. 1658)
- 21 novembre - François de Troy, pittore francese (n. 1645)
- 25 novembre - Patrona Halil, albanese

### Dicembre
- 5 dicembre - Alida Withoos, pittrice e illustratrice olandese
- 20 dicembre - Giacinto Dragonetti, vescovo cattolico italiano
- 21 dicembre - Michail Michajlovič Golicyn, ufficiale russo (n. 1675)
- 27 dicembre - Agostino Cusani, cardinale e arcivescovo cattolico italiano (n. 1655)
- 29 dicembre - Juan de Ugarte, religioso e missionario honduregno (n. 1662)

### Senza giorno specificato
- Giovanni Henrico Albicastro, compositore tedesco (n. 1660)
- Dominique Anel, medico francese (n. 1679)
- Varvara Michajlovna Arsen'eva, nobildonna russa (n. 1676)
- Pietro Andrea Barberi Pucciardi, pittore italiano (n. 1684)
- Giuseppe Baroni, pittore e incisore italiano
- Giovanni Battista Brughi, pittore italiano (n. 1660)
- Marcantonio Chiarini, pittore italiano (n. 1652)
- Angelo Maria Crivelli, pittore italiano (n. 1660)
- Alexander Cunningham, giurista e scacchista scozzese
- André Danican Philidor, compositore francese
- Robert de Visée, liutista, chitarrista e gambista francese (n. 1652)
- Laurence Echard, storico britannico (n. 1670)
- Pompeo Figari, letterato e presbitero italiano
- Leonardo de Figueroa, architetto spagnolo (n. 1650)
- Giuseppe Giosafatti, scultore italiano (n. 1643)
- Diana Gonzaga, nobile italiana (n. 1645)
- Antonio Guidetti, architetto italiano (n. 1675)
- Ashraf Hotak
- Andreas Jäger, filologo e religioso svedese (n. 1660)
- James Markwick, orologiaio inglese
- Niccolò Micone, pittore italiano (n. 1650)
- James Milner, nobile britannico
- Giovanni Battista Negrone, I conte di Monterubiaglio, nobile, alchimista e filosofo italiano (n. 1647)
- Anne Oldfield, attrice teatrale britannica (n. 1683)
- Andrea Palma, architetto e ingegnere italiano
- Giovanni Battista Parodi, pittore italiano (n. 1674)
- Raghunatha Raya Tondaiman, sovrano (n. 1641)
- Setthathirat II, sovrano laotiano (n. 1685)
- Giovanni Antonio Tani, stuccatore e architetto italiano (n. 1660)
- Francisco José de Castro, compositore, organista e clavicembalista spagnolo (n. 1677)

## Calendario
| Calendario 1730 | Calendario 1730 | Calendario 1730 | Calendario 1730 | Calendario 1730 | Calendario 1730 | Calendario 1730 | Calendario 1730 | Calendario 1730 | Calendario 1730 | Calendario 1730 | Calendario 1730 | Calendario 1730 | Calendario 1730 | Calendario 1730 | Calendario 1730 | Calendario 1730 | Calendario 1730 | Calendario 1730 | Calendario 1730 | Calendario 1730 | Calendario 1730 | Calendario 1730 | Calendario 1730 | Calendario 1730 | Calendario 1730 | Calendario 1730 | Calendario 1730 | Calendario 1730 | Calendario 1730 | Calendario 1730 | Calendario 1730 | Calendario 1730 |
| --------------- | --------------- | --------------- | --------------- | --------------- | --------------- | --------------- | --------------- | --------------- | --------------- | --------------- | --------------- | --------------- | --------------- | --------------- | --------------- | --------------- | --------------- | --------------- | --------------- | --------------- | --------------- | --------------- | --------------- | --------------- | --------------- | --------------- | --------------- | --------------- | --------------- | --------------- | --------------- | --------------- |
|                 | 1               | 2               | 3               | 4               | 5               | 6               | 7               | 8               | 9               | 10              | 11              | 12              | 13              | 14              | 15              | 16              | 17              | 18              | 19              | 20              | 21              | 22              | 23              | 24              | 25              | 26              | 27              | 28              | 29              | 30              | 31              |                 |
| Gennaio         | Do              | Lu              | Ma              | Me              | Gi              | Ve              | Sa              | Do              | Lu              | Ma              | Me              | Gi              | Ve              | Sa              | Do              | Lu              | Ma              | Me              | Gi              | Ve              | Sa              | Do              | Lu              | Ma              | Me              | Gi              | Ve              | Sa              | Do              | Lu              | Ma              |                 |
| Febbraio        | Me              | Gi              | Ve              | Sa              | Do              | Lu              | Ma              | Me              | Gi              | Ve              | Sa              | Do              | Lu              | Ma              | Me              | Gi              | Ve              | Sa              | Do              | Lu              | Ma              | Me              | Gi              | Ve              | Sa              | Do              | Lu              | Ma              |                 |                 |                 |                 |
| Marzo           | Me              | Gi              | Ve              | Sa              | Do              | Lu              | Ma              | Me              | Gi              | Ve              | Sa              | Do              | Lu              | Ma              | Me              | Gi              | Ve              | Sa              | Do              | Lu              | Ma              | Me              | Gi              | Ve              | Sa              | Do              | Lu              | Ma              | Me              | Gi              | Ve              |                 |
| Aprile          | Sa              | Do              | Lu              | Ma              | Me              | Gi              | Ve              | Sa              | Do              | Lu              | Ma              | Me              | Gi              | Ve              | Sa              | Do              | Lu              | Ma              | Me              | Gi              | Ve              | Sa              | Do              | Lu              | Ma              | Me              | Gi              | Ve              | Sa              | Do              |                 |                 |
| Maggio          | Lu              | Ma              | Me              | Gi              | Ve              | Sa              | Do              | Lu              | Ma              | Me              | Gi              | Ve              | Sa              | Do              | Lu              | Ma              | Me              | Gi              | Ve              | Sa              | Do              | Lu              | Ma              | Me              | Gi              | Ve              | Sa              | Do              | Lu              | Ma              | Me              |                 |
| Giugno          | Gi              | Ve              | Sa              | Do              | Lu              | Ma              | Me              | Gi              | Ve              | Sa              | Do              | Lu              | Ma              | Me              | Gi              | Ve              | Sa              | Do              | Lu              | Ma              | Me              | Gi              | Ve              | Sa              | Do              | Lu              | Ma              | Me              | Gi              | Ve              |                 |                 |
| Luglio          | Sa              | Do              | Lu              | Ma              | Me              | Gi              | Ve              | Sa              | Do              | Lu              | Ma              | Me              | Gi              | Ve              | Sa              | Do              | Lu              | Ma              | Me              | Gi              | Ve              | Sa              | Do              | Lu              | Ma              | Me              | Gi              | Ve              | Sa              | Do              | Lu              |                 |
| Agosto          | Ma              | Me              | Gi              | Ve              | Sa              | Do              | Lu              | Ma              | Me              | Gi              | Ve              | Sa              | Do              | Lu              | Ma              | Me              | Gi              | Ve              | Sa              | Do              | Lu              | Ma              | Me              | Gi              | Ve              | Sa              | Do              | Lu              | Ma              | Me              | Gi              |                 |
| Settembre       | Ve              | Sa              | Do              | Lu              | Ma              | Me              | Gi              | Ve              | Sa              | Do              | Lu              | Ma              | Me              | Gi              | Ve              | Sa              | Do              | Lu              | Ma              | Me              | Gi              | Ve              | Sa              | Do              | Lu              | Ma              | Me              | Gi              | Ve              | Sa              |                 |                 |
| Ottobre         | Do              | Lu              | Ma              | Me              | Gi              | Ve              | Sa              | Do              | Lu              | Ma              | Me              | Gi              | Ve              | Sa              | Do              | Lu              | Ma              | Me              | Gi              | Ve              | Sa              | Do              | Lu              | Ma              | Me              | Gi              | Ve              | Sa              | Do              | Lu              | Ma              |                 |
| Novembre        | Me              | Gi              | Ve              | Sa              | Do              | Lu              | Ma              | Me              | Gi              | Ve              | Sa              | Do              | Lu              | Ma              | Me              | Gi              | Ve              | Sa              | Do              | Lu              | Ma              | Me              | Gi              | Ve              | Sa              | Do              | Lu              | Ma              | Me              | Gi              |                 |                 |
| Dicembre        | Ve              | Sa              | Do              | Lu              | Ma              | Me              | Gi              | Ve              | Sa              | Do              | Lu              | Ma              | Me              | Gi              | Ve              | Sa              | Do              | Lu              | Ma              | Me              | Gi              | Ve              | Sa              | Do              | Lu              | Ma              | Me              | Gi              | Ve              | Sa              | Do              |                 |